# Faux-titre

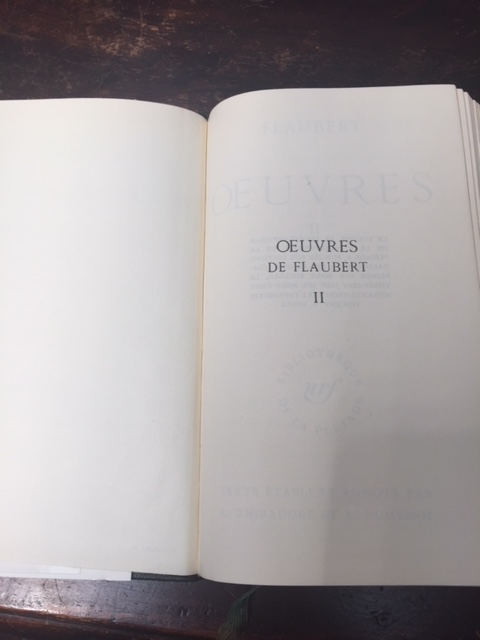
Faux-titre d'un livre.

Le faux-titre ou avant-titre (aussi orthographié faux titre ou avant titre), également appelé première page de titre, est la première page imprimée d'un livre.
Le faux-titre contient uniquement le titre de l'ouvrage et est différent de la page de titre qui elle contient également le sous-titre de l'œuvre, le nom de l'auteur, le nom de l'éditeur et parfois d'autres informations.
En Occident, il est imprimé sur la première des pages impaires, dites belles pages et généralement placé après une page de garde et avant la page de titre. Son contenu se place suivant la répartition normale des blancs : quatre dixièmes en tête et six dixièmes en piedset ne porte pas de folio.
Au verso du faux-titre, cette page reste le plus souvent blanche, mais on peut y trouver la liste des ouvrages du même auteur.
Autrefois, un frontispice, une illustration ayant un rapport direct avec le livre, ornait cet emplacement.
Le faux-titre apparaît au XVIIe siècle et se généralise progressivement à presque tous les ouvrages imprimés. Il est utilisé très largement aujourd'hui.
Selon Madelaine Sauvé dans Qu'est ce qu'un livre ?, son origine remonterait à l'utilisation du titre frontispice et de son redoublement par une page typographique, puis l'usage du titre frontispice s'amenuiserait, il ne resterait plus que le « frontispice du pauvre ». Cela reste une hypothèse[style à revoir].[réf. incomplète]
Son apparition daterait, selon une autre source de l'époque où les livres étaient livrés sans être reliés. Il avait pour but comme première page de protéger le corps du livre.[réf. incomplète]
D'après l'ouvrage posthume Orthotypographie de Jean-Pierre Lacroux, le corps du faux-titre doit être inférieur à celui du titre, généralement d'un tiers.